# Вачаган (село)
Вачаган — село в Сюникской области Армении, примерно в 6 км к юго-западу от города Капана, у подножия горы Хуступ, близ истока реки Вачаган.
Ранее входил в состав Зангезурского уезда Елизаветпольской губернии Российской империи. 1930-е годы Верхний Вачаган и Нижний Вачаган были ассимилированы, а позже они вместе вошли в состав Капана под одним названием — Вачаган.

## История
Грач Нуриджанян, пользуясь воспоминаниями односельчан, пишет в «Вачагане», что село образовалось из окрестных небольших поселений. Этими населёнными пунктами были Кол, Пейин Дзор, Гурчик, Гурбанц. Вождь по имени Вачаган собрал жителей этих селений, поселил их в этом красивом и неприступном месте и назвал его своим именем.
Деревня является родиной известных великих родов: здесь были основаны и работали Нуриджаняны, Везиряны, Казаряны, Гоняны, Назаретяны. Нуриджаняны были известными торговцами, их караваны доходили до Средней Азии, Северного Кавказа.
С 1878 года в селе действовала частная школа. Занятия проходили в доме Александра Нуриджаняна. Образование стало насущной необходимостью для жителей Вачагана. каждый вачаганец шел за делом просвещения, хотел получить образование. Один из жителей пожертвовал участок земли в южной части села для строительства школы.
В 1913 году на 2500 рублей, принадлежавших церкви, по инициативе проживающего в Баку Парсадана Нуриджаняна и на средства, собранные попечительским советом, здание школы было сдано в эксплуатацию. Новое здание было построено в 1927 году на средства проживающего в Иране Арсена Нуриджаняна.

## Известные уроженцы, жители
- Казарян, Ваня Агаджанович (1906—1973) — советский государственный деятель, участник Великой Отечественной войны.
- Нуриджанян, Сос Бениаминович (1920—1968) — участник обороны Брестской крепости.
- Нуриджанян, Марат Ашотович (1941 — 1996) — армянский скульптор, живописец.
- Нуриджанян, Авис Согомонович (1896—1938) — политик, революционер-большевик.

## Памятники
- Памятник, посвященный жертвам

Великой Отечественной войны, был построен в 1968 году
- Памятник Сосу Нуриджаняну
- Хацин ахпюр, расположенный в старой деревне Кола
- Ахпюр Больной, расположенный у источника Хацин
- Кам Хач, расположенный ниже села, на берегу реки Вачаган
- Х-XI вв. церковь, расположенная в старой деревне Кола
- Пещера-место паломничества, у входа в которую стоят хачкары
- Однопролетный мост, соединяющий Вачаган с Багабурджем (построен в 1870 году, расположен на реке Вачаган)
- Мемориальный источник, посвященный вачаганцам, погибшим в Арцахской войне, расположенный в центре села (1995 г.)

## Галерея

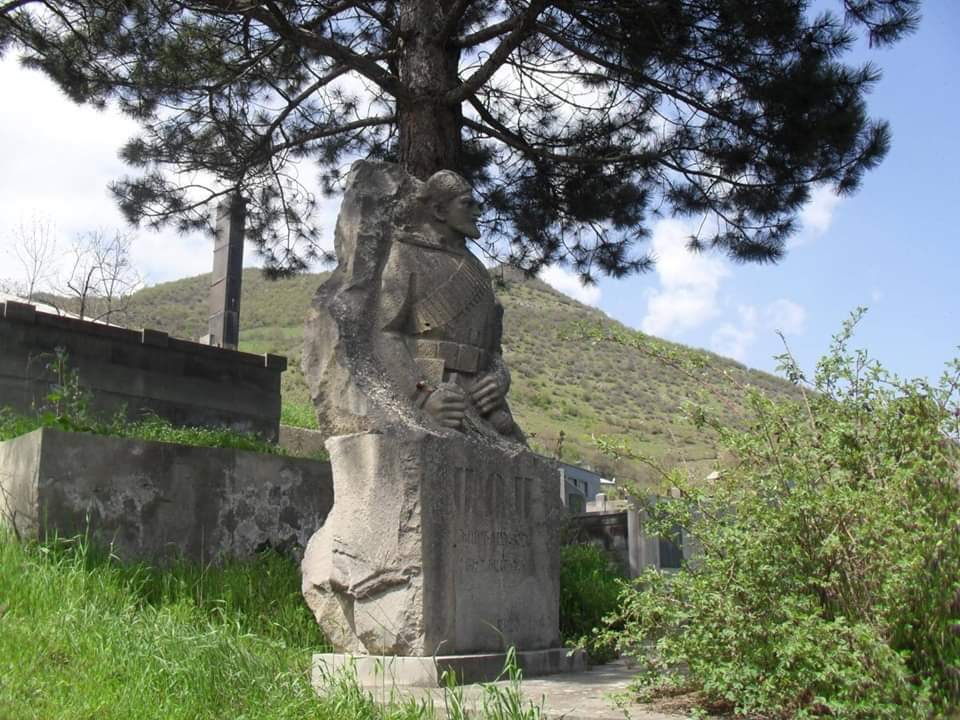
Статуя Соса Нуриджаняна (скульптор — Марат Нуриджанян
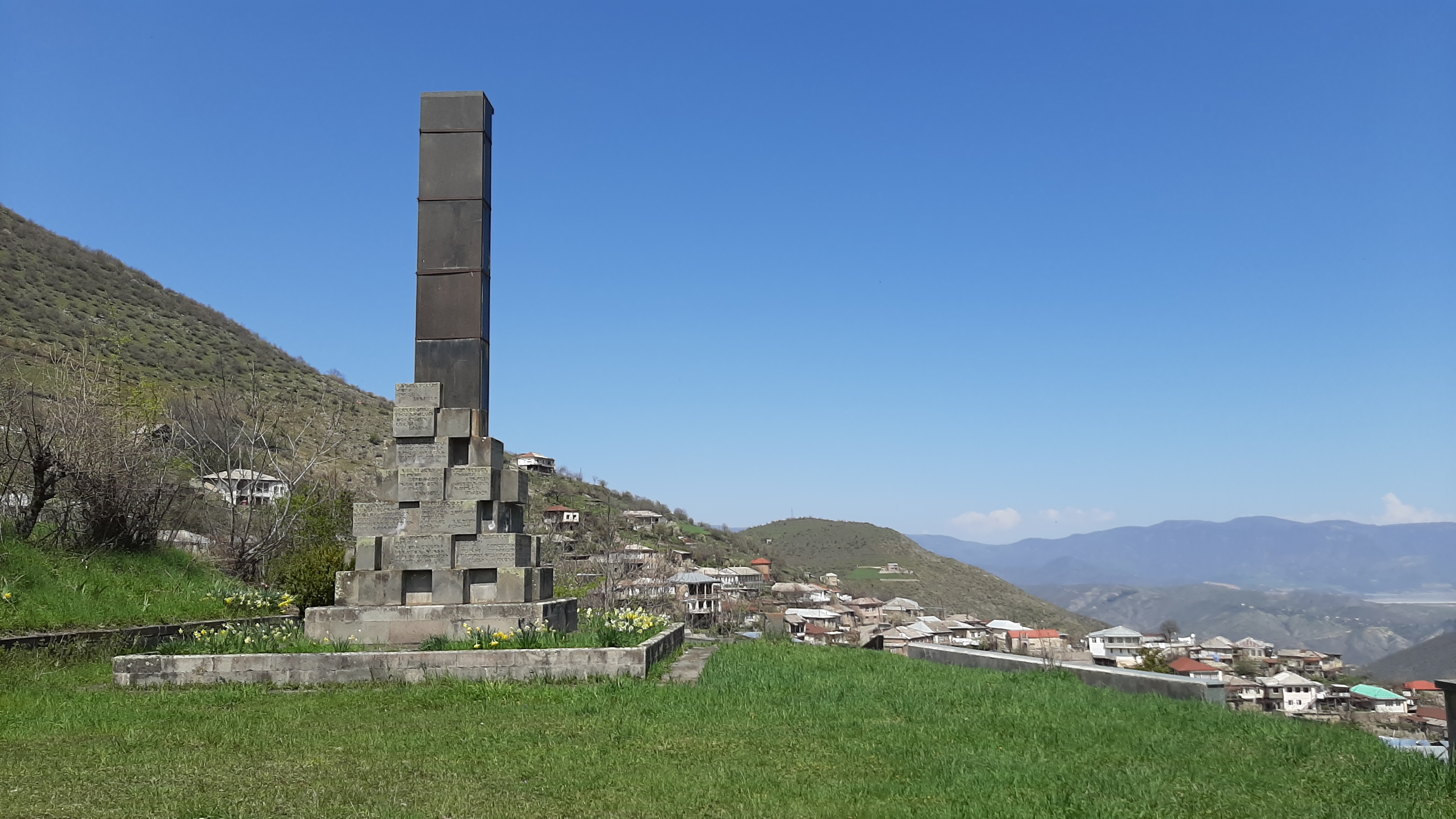
Памятник, посвященный памяти жертв Великой Отечественной войны